# ヒース・ヒーリング
ヒース・ヒーリング（Heath Herring、1978年3月2日 - ）は、アメリカ合衆国の男性総合格闘家。テキサス州ウェーコ出身。ラスベガス・コンバットクラブ所属。
レスリング、サンボで培ったグラウンドテクニックを有し、ほぼ毎試合変わる髪型や、テンガロンハットを被りながらの入場などで人気を博す。常に一本・KOを狙うアグレッシブなファイトスタイルから「テキサスの暴れ馬」の異名を持っていた。

## 来歴
18歳から格闘技を始め、プロファイターになる前の職業はコンピュータプログラマだった。
全米サンボ選手権で優勝。
1999年9月27日、World Vale Tudo Championship 9で優勝を果たした。

### PRIDE
2000年6月4日、PRIDE.9でPRIDE初参戦。PRIDE.11でトム・エリクソン、続くPRIDE.12ではエンセン井上に勝利し、さらにPRIDE.15では、当時「霊長類ヒト科最強の男」と呼ばれたマーク・ケアーにTKO勝ちを収めた。
2001年11月3日、PRIDE.17の初代PRIDEヘビー級王座決定戦でアントニオ・ホドリゴ・ノゲイラと対戦し、0-3の判定負けを喫し王座獲得に失敗した。
2002年11月24日、PRIDE.23のPRIDEヘビー級王座次期挑戦者決定戦でエメリヤーエンコ・ヒョードルと対戦し、パウンドでドクターストップに追い込まれTKO負けを喫し挑戦権獲得に失敗した。
2003年6月8日、PRIDE.26でミルコ・クロコップと対戦し、左ミドルキックからのパウンドでTKO負けを喫した。
2004年4月25日、PRIDE GRANDPRIX 2004 開幕戦のヘビー級グランプリ1回戦で高橋義生と対戦し、パウンドで失神KO勝ち。6月20日、PRIDE GRANDPRIX 2004 2nd ROUNDのヘビー級グランプリ2回戦でアントニオ・ホドリゴ・ノゲイラと再戦し、2R開始直後にノゲイラの新技スピニングチョークで一本負け。リベンジは果たせなかった。
2004年10月21日、PRIDE.28で横井宏考と対戦し、1RでTKO勝ち。この一戦でPRIDEとの契約が切れた。

### HERO'S
2005年3月26日、HERO'Sでサム・グレコと対戦。試合をリードしていたが、左ローキックを放った際に軸足を負傷しTKO負けとなった。
2005年12月31日、K-1 PREMIUM 2005 Dynamite!!で中尾芳広と対戦。しかし、中尾は試合前の睨み合いでヒーリングを挑発しようと唇にキスをしてしまう。これに激怒したヒーリングは試合開始前であるにもかかわらず中尾に右フックを見舞い、中尾が失神してしまったためヒーリングの反則負けとなった。この後にヒーリング側が抗議し、裁定の結果、「非常識な挑発をした中尾にも責任はある」として当試合は無効試合となった。この時の行動が元になり中尾はリングネームを「中尾"KISS"芳広」と変更した。
2006年3月15日、HERO'S 2006でゲーリー・グッドリッジと対戦し、ジャブ連打からの右ストレートでKO勝ち。この試合を最後にHERO'Sのリングを去ることになり、アメリカの格闘技団体WFAに移籍。その後UFCを運営するズッファがWFAを買収したため、自動的にUFCへ参戦することとなった。

### UFC
2007年1月25日、UFC Fight Night: Evans vs. Salmonにおいてジェイク・オブライエンと対戦。0-3の判定負けによりUFCでは黒星デビューとなった。4月7日のUFC 69ではブラッド・アイムスを3-0の判定で下し、UFC初勝利を挙げた。
2007年7月7日、UFC 73でアントニオ・ホドリゴ・ノゲイラと3度目の対戦。1R終盤ではハイキックでノゲイラからダウンを奪うが、それ以外では試合を支配され、0-3の判定負けを喫した。
2008年3月1日、UFC 82でシーク・コンゴと対戦し、2-1の判定勝ち。8月9日のUFC 87ではブロック・レスナーに0-3の判定負けを喫した。
2009年6月13日、UFC 99でケイン・ヴェラスケスと対戦予定であったが、気管支炎により欠場となった。
その後、活動が途絶えたため、2011年9月にUFC代表ダナ・ホワイトにツイッターでヒーリングの状況について質問が出たところ、ダナはヒーリングが「引退した」と発言した。

### 引退後
2015年年末、『RIZIN FIGHTING WORLD GRAND-PRIX 2015 さいたま3DAYS』にて、かつてのPRIDEレジェンドファイターとしてマーク・コールマンとともに来日。

### 現役復帰
2016年12月29日、8年4か月ぶりに復帰し『RIZIN FIGHTING WORLD GRAND-PRIX 2016 無差別級トーナメント 2nd ROUND』にて欠場となったシェイン・カーウィンに代わり、アミル・アリアックバリと対戦した。

## 戦績
| 総合格闘技 戦績 | 総合格闘技 戦績 | 総合格闘技 戦績 | 総合格闘技 戦績 | 総合格闘技 戦績 | 総合格闘技 戦績 | 総合格闘技 戦績 |
| --------------- | --------------- | --------------- | --------------- | --------------- | --------------- | --------------- |
| 45 試合         | (T)KO           | 一本            | 判定            | その他          | 引き分け        | 無効試合        |
| 28 勝           | 7               | 16              | 4               | 1               | 0               | 1               |
| 16 敗           | 4               | 2               | 10              | 0               | 0               | 1               |

| 勝敗 | 対戦相手                       | 試合結果                               | 大会名                                                                                             | 開催年月日     |
| ×    | 石井慧                         | 2R（10分/5分）終了 判定0-3             | RIZIN 2017 in YOKOHAMA -SAKURA-                                                                    | 2017年4月16日  |
| ×    | アミル・アリアックバリ         | 5分2R終了 判定0-3                      | RIZIN FIGHTING WORLD GRAND-PRIX 2016 無差別級トーナメント 2nd ROUND 【無差別級トーナメント 2回戦】 | 2016年12月29日 |
| ×    | ブロック・レスナー             | 5分3R終了 判定0-3                      | UFC 87: Seek and Destroy                                                                           | 2008年8月9日   |
| ○    | シーク・コンゴ                 | 5分3R終了 判定2-1                      | UFC 82: Pride of a Champion                                                                        | 2008年3月1日   |
| ×    | アントニオ・ホドリゴ・ノゲイラ | 5分3R終了 判定0-3                      | UFC 73: Stacked                                                                                    | 2007年7月7日   |
| ○    | ブラッド・アイムス             | 5分3R終了 判定3-0                      | UFC 69: Shootout                                                                                   | 2007年4月7日   |
| ×    | ジェイク・オブライエン         | 5分3R終了 判定0-3                      | UFC Fight Night: Evans vs. Salmon                                                                  | 2007年1月25日  |
| ○    | ゲーリー・グッドリッジ         | 2R 1:55 KO（スタンドパンチ連打）       | HERO'S 2006                                                                                        | 2006年3月15日  |
| －   | 中尾芳広                       | 無効試合（両者の反則）                 | K-1 PREMIUM 2005 Dynamite!!                                                                        | 2005年12月31日 |
| ×    | サム・グレコ                   | 1R 2:24 TKO（右膝の負傷）              | HERO'S                                                                                             | 2005年3月26日  |
| ○    | 横井宏考                       | 2R 1:55 TKO（グラウンドの膝蹴り）      | PRIDE.28                                                                                           | 2004年10月31日 |
| ×    | アントニオ・ホドリゴ・ノゲイラ | 2R 0:30 スピニングチョーク             | PRIDE GRANDPRIX 2004 2nd ROUND 【ヘビー級グランプリ 2回戦】                                        | 2004年6月20日  |
| ○    | 高橋義生                       | 1R 4:53 KO（パウンド）                 | PRIDE GRANDPRIX 2004 開幕戦 【ヘビー級グランプリ 1回戦】                                           | 2004年4月25日  |
| ○    | ガン・マッギー                 | 3R（10分/5分/5分）終了 判定2-1         | PRIDE.27 TRIUMPHAL RETURN                                                                          | 2004年2月1日   |
| ○    | ジャイアント・シルバ           | 3R 0:35 チョークスリーパー             | PRIDE SPECIAL 男祭り 2003                                                                          | 2003年12月31日 |
| ○    | 山本宜久                       | 3R 2:29 チョークスリーパー             | PRIDE GRANDPRIX 2003 決勝戦                                                                        | 2003年11月9日  |
| ×    | ミルコ・クロコップ             | 1R 3:17 TKO（左ミドルキック→パウンド） | PRIDE.26 REBORN                                                                                    | 2003年6月8日   |
| ×    | エメリヤーエンコ・ヒョードル   | 1R終了時 TKO（ドクターストップ）       | PRIDE.23                                                                                           | 2002年11月24日 |
| ○    | コーチキン・ユーリ             | 1R 7:31 TKO（グラウンドの膝蹴り）      | PRIDE.22                                                                                           | 2002年9月29日  |
| ○    | イゴール・ボブチャンチン       | 3R（10分/5分/5分）終了 判定3-0         | PRIDE.19                                                                                           | 2002年2月24日  |
| ×    | アントニオ・ホドリゴ・ノゲイラ | 3R（10分/5分/5分）終了 判定0-3         | PRIDE.17 【PRIDE世界ヘビー級王座決定戦】                                                           | 2001年11月3日  |
| ○    | マーク・ケアー                 | 2R 4:56 TKO（グラウンドの膝蹴り）      | PRIDE.15                                                                                           | 2001年7月29日  |
| ×    | ビクトー・ベウフォート         | 3R（10分/5分/5分）終了 判定0-3         | PRIDE.14                                                                                           | 2001年5月27日  |
| ○    | ソボレフ・デニス               | 1R 0:22 V1アームロック                 | PRIDE.13                                                                                           | 2001年3月25日  |
| ○    | エンセン井上                   | 1R 4:31 TKO（グラウンドの膝蹴り）      | PRIDE.12                                                                                           | 2000年12月9日  |
| ○    | トム・エリクソン               | 1R 6:17 チョークスリーパー             | PRIDE.11                                                                                           | 2000年10月31日 |
| ○    | ウィリー・ピータース           | 1R 0:48 チョークスリーパー             | PRIDE.9                                                                                            | 2000年6月4日   |
| ○    | ラマザン・メジドフ             | 1R 4:55 TKO（カット）                  | IAFC: Pankration World Championship 2000                                                           | 2000年4月29日  |
| ○    | レネ・ローゼ                   | 1R 3:20 反則                           | 2H2H 1                                                                                             | 2000年3月5日   |
| ○    | ボブ・シュライバー             | 1R 2:19 TKO（パンチ連打）              | World Vale Tudo Championship 9 【決勝】                                                            | 1999年9月27日  |
| ○    | ショーン・マッコーリー         | 1R 0:43 チキンウィングアームロック     | World Vale Tudo Championship 9 【準決勝】                                                          | 1999年9月27日  |
| ○    | ミハエル・ティエロイ           | 1R 1:14 V1アームロック                 | World Vale Tudo Championship 9 【1回戦】                                                           | 1999年9月27日  |
| ×    | ボビー・ホフマン               | 5分2R終了 判定0-3                      | SuperBrawl 13 【ヘビー級トーナメント 準決勝】                                                      | 1999年9月7日   |
| ○    | ロッキー・バタスティーニ       | 1R 1:00 チョークスリーパー             | SuperBrawl 13 【ヘビー級トーナメント 1回戦】                                                       | 1999年9月7日   |
| ×    | アレッシャンドリ・カカレコ     | 30分1R終了 判定1-2                     | World Vale Tudo Championship 8 【決勝】                                                            | 1999年7月1日   |
| ○    | カフカス・スルタンマゴメドフ   | 1R 1:18 ギブアップ（パンチ連打）       | World Vale Tudo Championship 8 【準決勝】                                                          | 1999年7月1日   |
| ○    | アーウィン・ファンデンステーン | 1R 4:33 ギブアップ（パンチ連打）       | World Vale Tudo Championship 8 【1回戦】                                                           | 1999年7月1日   |
| ○    | ゲイブ・ビューパーシー         | 1R 4:43 アームロック                   | Bas Rutten Invitational 3 【ヘビー級トーナメント 決勝】                                            | 1999年6月1日   |
| ○    | ホス・カーター                 | 1R 1:07 V1アームロック                 | Bas Rutten Invitational 3 【ヘビー級トーナメント 1回戦】                                           | 1999年6月1日   |
| ×    | トラビス・フルトン             | 12分1R終了 判定0-3                     | Extreme Challenge 24                                                                               | 1999年5月15日  |
| ○    | フィル・ディースン             | 1R 0:13 V1アームロック                 | WVF: Durango                                                                                       | 1999年4月17日  |
| ○    | ニック・ビックル               | 1R 0:32 ギブアップ（パンチ連打）       | WVF: Durango                                                                                       | 1999年4月17日  |
| ○    | エヴァン・タナー               | 1R 8:20 チョークスリーパー             | PSDA                                                                                               | 1997年11月22日 |
| ×    | エヴァン・タナー               | 1R 6:19 ギブアップ（疲労）             | Unified Shoot Wrestling Federation 7 【USWF世界ヘビー級王座決定戦】                                | 1997年10月18日 |
| ○    | クリス・ギレン                 | 1R 2:10 チョークスリーパー             | Unified Shoot Wrestling Federation 4                                                               | 1997年4月12日  |

## 獲得タイトル
- BRI 3ヘビー級トーナメント 優勝（1999年）
- World Vale Tudo Championship 9 優勝（1999年）